# 5153 Gierasch
Az 5153 Gierasch (ideiglenes jelöléssel (5153) 1940 GO) a Naprendszer kisbolygóövében található aszteroida. Yrjö Väisälä fedezte fel 1940. április 9-én.